# Nobeliu

Nobeliu

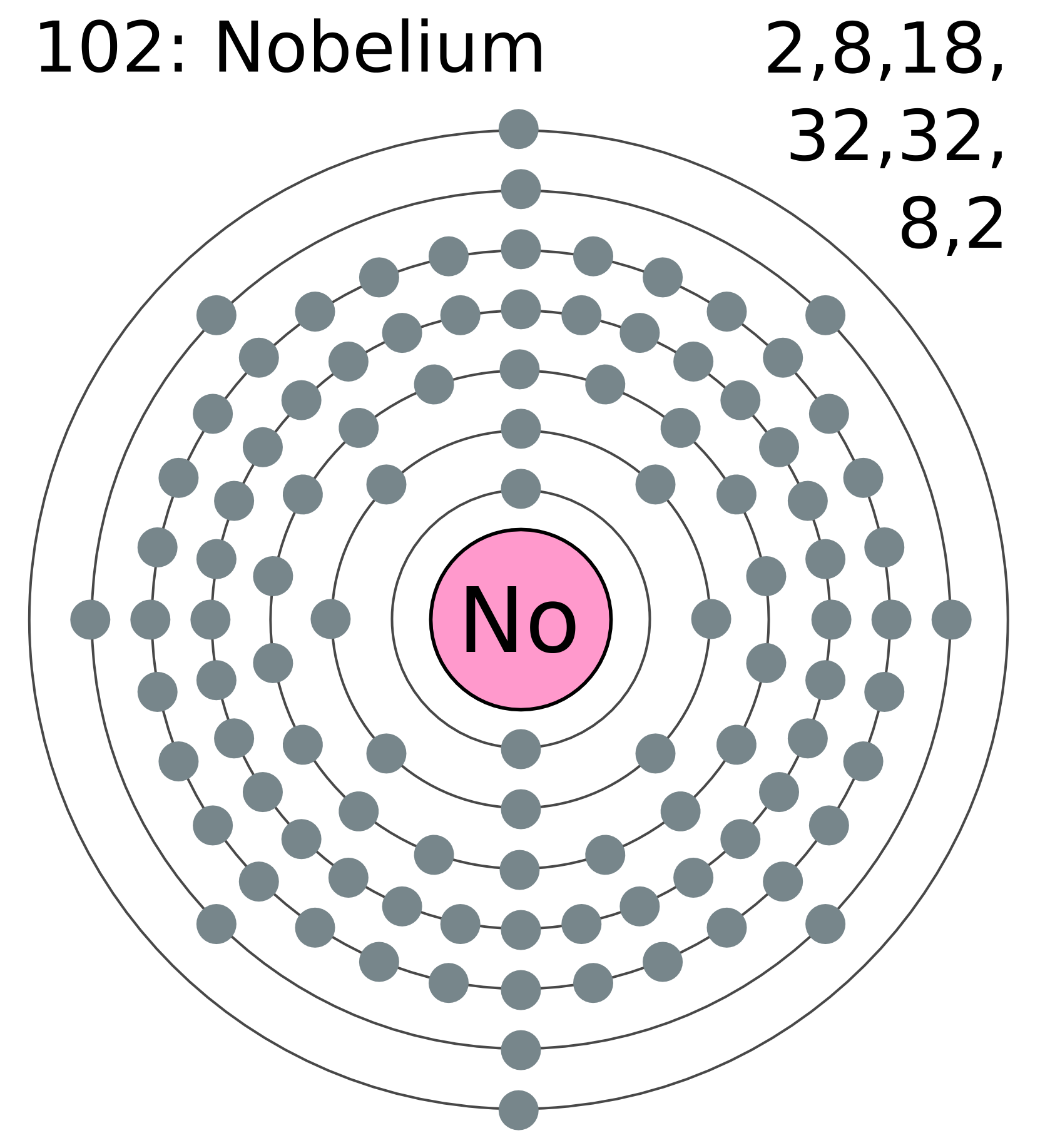
Configurația electronică a atomului de nobeliu

Nobeliul este un element sintetic în tabelul periodic al elementelor care are simbolul No și numărul atomic 102. Un element  metalic radioactiv transuranian în seria actinidelor, nobeliul este sintetizat prin bombardarea curiului cu ioni de carbon. A fost descoperit pentru prima dată, de o echipă condusă de către Albert Ghiorso și Glenn T. Seaborg în anul 1958.. Este ultimul element care poate fi produs prin fuziune nucleară în nucleele stelelor (dar doar în cele cu masă mai mare de 5 mase solare), și deci cel mai greu element a cărui formare nu necesită un eveniment cataclismic de tipul unei supernove.

## Istoric
Nobeliul (numit după Alfred Nobel) a fost produs pentru prima dată de către Albert Ghiorso, Glenn T. Seaborg, John R. Walton și Torbjørn Sikkeland în aprilie 1958 la Universitatea Berkley din California. Echipa a folosit noul accelerator liniar de ioni grei (HILAC) pentru a bombarda o țintă de curiu (95% Cm244 și 4,5% Cm246) cu ionii de carbon C12 rezultând No254. Rezultatul lor, a fost confirmat de către cercetătorii sovietici de la Institutul Unificat de Cercetări Nucleare.
Cu un an mai devreme, deși, fizicienii institului Nobel din Suedia au anunțat că ei au sintetizat un izotop al elementului 102. Echipa a raportat că ei au creat un izotop cu o durată de înjumătățire de 10 minute la 8,5 MeV după ce au bombardat Cm24 cu nuclee de C13. Bazându-se pe acest raport Comisia Maselor Atomice din cadrul Uniunii Internaționale de Chimie Aplicată a stabilit și acceptat numele de nobeliu și simbolul No pentru acest nou element descoperit. În ciuda eforturilor ulterioare americane și rusești să repete acest experiment, au fost sortite eșecului.
În anul 1966 cercetătorii de la Universitatea Berkley au confirmat că experimentele din 1958 au demonstrat existența No254 (55 s.) No252 (2,3 s.) și No257 (23 s.). Anul următor grupul lui Ghiorso a decis să rețină numele de nobeliu pentru elementul 102.
Nobeliul a fost cel mai recent element descoperit când Tom Lehrer a scris Cântecul Elementelor și a fost prin urmare cel mai mare număr atomic care a fost inclus.

## Caracteristici
Se cunosc puține detalii despre nobeliu și a fost produs în cantități mici. Nu are o utilizare cunoscută în afara laboratoarelor. Cel mai stabil izotop este No259 cu o durată de înjumătățire de 58 de minute și se transformă în Fm255 prin înjumătățirea alfa sau în Md259 prin captură de electroni.

## Izotopi
Au fost caracterizați 13 izotopi radioactivi, cei mai stabili fiind  No259, cu o rată de înjumătățire de 58 de minute, No255 cu 3,1 minute, No253 cu 1,7 minute. Toți ceilalți izotopi rămași au durata de înjumătățire mai mică de 56 de secunde, majoritatea chiar sub 2,4 secunde. Acest element are de asemenea 1 stare meta No254 (t½ 0.28 secunde).
Izotopii cunoscuți ai nobeliului variază în masa atomică de la 249.088 u (No249) la 262.108 u (No262). Primul model de înjumătățire înaintea celor mai stabili izotopi, No259 este emisia alfa și principalul model după înjumătățire este fisiunea spontană. Principalele produse ale înjumătățirii sunt  No259 , 100 de izotopi ai fermiului și principalele produse de dinainte energia și particulele subatomice.